# 4142 Дерсу-Узала
4142 Дерсу-Узала (4142 Dersu-Uzala) — астероїд головного поясу, відкритий 28 травня 1981 року.
Тіссеранів параметр щодо Юпітера — 3,794.